# Pouilly-lès-Feurs
Pouilly-lès-Feurs é uma comuna francesa na região administrativa de Auvérnia-Ródano-Alpes, no departamento de Loire. Estende-se por uma área de 13,03 km². Em 2010 a comuna tinha 1 255 habitantes (densidade: 96,3 hab./km²).